# Austro-Daimler Panzerautomobil
El Austro-Daimler Panzerautomobil era un automóvil blindado militar desarrollado a partir de 1904 por la firma Austro-Daimler (filial de la Daimler-Motoren-Gesellschaft). Este vehículo, junto con el Charron, Girardot et Voigt 1902 francés, pueden considerarse los primeros vehículos blindados "modernos".

## Historia, desarrollo y diseño

### Austro-Daimler
En agosto de 1899, el ingeniero alemán Gottlieb Daimler , propietario de la fábrica Daimler-Motoren-Gesellschaft en Alemania, estableció una fábrica de automóviles en Wiener Neustadt , denominada Österreichische Daimler Motoren Kommanditgesellschaft Bierenz Fischer und Co. La fábrica se estableció para fabricar automóviles diseñados por la empresa matriz. El hijo de Gottlieb, el ingeniero Paul Daimler, a la muerte de su padre en 1900 se convertiría en el gerente de la compañía, pero debido a la enfermedad y posterior fallecimiento de su padre, retomó el trabajo dos años más tarde, en 1902.
Ya en 1902 el Hauptmann Ludwig Tlaskal-Hochwell hizo los primeros intentos de diseñar una unidad 4 × 4 (en alemán: 4-Radantrieb) para utilizarla en un tractor. Probablemente basado en esta primera experiencia, Paul Daimler comenzó a diseñar una tracción 4 × 4 él mismo, alrededor de marzo de 1903, recibiendo sugerencias del Archiduque Leopold Salvator , que había asistido a la Academia Militar Técnica. Trabajó durante tres años en un prototipo en Austro-Daimler en Wiener Neustadt. Para tener características todoterreno, se utilizó un chasis con tracción a las cuatro ruedas. Después del automóvil de carreras holandés Spyker Spyker de 60 hp de 1903, fue el segundo con tracción a las cuatro ruedas. En 1904, comenzó el proceso de diseño del vehículo blindado, siendo uno de los diseñadores principales el Hauptmann Robert Wolf, quien también jugó un importante papel en el proceso de motorización del Ejército austrohúngaro.

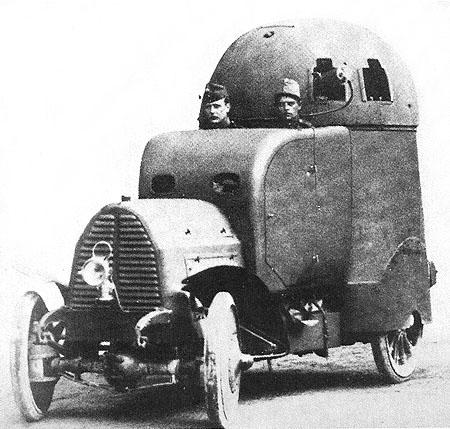
Prototipo

### Diseño
El Austro-Daimler Panzerautomobil presentaba un cuerpo blindado completamente cerrado, de acero al níquel de 3 mm de espesor con bordes redondeados. Con un motor tipo tipo Otto de 4,4 l de cuatro tiempos y cuatro cilindros, refrigerado por agua, con una potencia de 30 CV (otras fuentes mencionan 32 o 35 hp) y una velocidad máxima de 24 km/h, estaba montado en la parte delantera protegido por una carcasa blindada con rejillas en la parte delantera en los lados y la parte superior. El combustible se bombeó al motor con presión negativa y los tanques de combustible tenían la capacidad suficiente para conducir durante diez horas en carretera. La potencia entregada por el motor se transmitió a través de un eje de transmisión con diferenciales bloqueables a las ruedas, a diferencia de las ruedas traseras accionadas por cadena. El vehículo presentaba un embrague cónico de 4 velocidades, cubierto de cuero. Las ruedas delanteras suspendidas con ballestas estaban cubiertas de acero-níquel y tenían un diámetro de 83 cm, las ruedas traseras de radios estaban hechas de madera, tenían un diámetro de 92 cm y estaban parcialmente cubiertas por un revestimiento blindado y estaban recubiertas de goma maciza
El compartimento de la tripulación estaba ubicado detrás del motor y albergaba a dos tripulantes, conductor y artillero. El conductor podía entrar por una puerta en el lado izquierdo del vehículo con un pequeño escalón montado debajo para facilitar la entrada. Se colocaron dos ranuras de visión en la placa de blindaje frontal, pero ninguna en el costado, por lo que dejó poco arco de visión para el conductor. La solución para este problema fue que, los elementos de control y los asientos eran retráctiles. La cabeza del piloto y el copiloto durante un viaje normal en la cabina asomaban al exterior para una visión completa; durante el combate los asientos retráctiles hacían que los dos estuvieran protegidos por la armadura. Tenía una capacidad de superar obstáculos del 25 %. En la parte trasera del vehículo había un casco con forma de torre y una torreta cerrada en forma de cúpula completamente transitable. El blindaje de la torreta tenía un grosor de 3,5 mm y había espacio para una ametralladora Maxim de 7,7 mm refrigerada por agua; en la parte posterior del casco se encontraba una puerta a través de la cual podía acceder el artillero.
El vehículo se completó a principios de noviembre de 1905. Las primeras pruebas tuvieron lugar frente a la fábrica y los asistentes quedaron impresionados por el rendimiento de la tracción a las cuatro ruedas y su capacidad para subir pendientes del 60 % con una carrera corta. El vehículo se ofreció tanto al Imperio alemán como al Imperio austrohúngaro, pero el Ministerio de guerra alemán rechazó la oferta. El vehículo presumiblemente permaneció en la fábrica hasta que se exhibió en la sexta Wiener Nationaler Automobilausstellung (Exposición Nacional Automotriz de Viena) en marzo de 1906. El 20 de marzo, el emperador Francisco José I de Austria visitó la exposición, y cuando visitó el stand de Daimler, fue presentado por primera vez al director Bernhard, después de lo cual el presidente del Militär-Technischen Comité le explicó los detalles técnicos del vehículo. FML Ritter von Wuich, quien explicó que el vehículo fue hecho según sus deseos. El Emperador examinó detenidamente el vehículo, y el Hauptmann Wolf le comentó que el próximo vehículo blindado estaría armado con dos ametralladoras. Esta es una declaración interesante, ya que plantea la pregunta de si el vehículo fue modificado después de la exposición o si se estaba construyendo un vehículo blindado completamente nuevo.
Otro oficial que visitó la exposición fue Günther Burstyn. Cuando vio el vehículo blindado, se dio cuenta del gran potencial de los vehículos blindados, pero también del limitado potencial todoterreno de los vehículos con ruedas. Comenzó a buscar una alternativa y se decidió por placas de metal, conectadas entre sí, que giraban alrededor de las ruedas y realizó un diseño que llamó Motorgeschütz . Este diseño puede considerarse como uno de los precursores del tanque que apareció en 1916, sin embargo nunca fue construido.
En agosto de 1906, el vehículo blindado se agrupó con varios otros vehículos en Viena y desde allí se trasladó a Silesia, área donde se llevarían a cabo las Kaisermanöver (maniobras del Emperador). Una anécdota popular afirma que, cuando se mostró el vehículo al emperador Franz Joseph y sus generales, todos a lomos de sus caballos, uno de los caballos se asustó del ruido producido por el motor. El caballo intentó huir y, al hacerlo, desmontó a un general de su grupa. El Emperador, luego declaró que no estaba interesado en ordenar el vehículo.
Después de que quedó claro que el ejército austrohúngaro no estaba interesado en ordenar el vehículo, Austro-Daimler solicitó permiso al Ministerio de Guerra para ofrecer el vehículo a Francia, además de poder exhibir el vehículo en París. El vehículo blindado fue exhibido en el Grand Palais en diciembre de 1906.
El ejército francés estaba bastante interesado en el vehículo, no para adquirirlo, sino para compararlo con el automóvil blindado CGV de fabricación nacional. Como tal, en enero de 1907, el vehículo fue entregado al ejército francés y se presentó por primera vez frente al ministro de guerra, general Marie-Georges Picquart , en la planta de Mercedes en Puteaux. Varios expertos también estuvieron presentes, y parecieron impresionados por el rendimiento del vehículo en terrenos irregulares. El vehículo también fue probado en Fort Mont-Valérien , al oeste de París, elegido específicamente por su terreno accidentado; durante las pruebas, el vehículo sobrepasó las expectativas.
El 4 de mayo de 1909, la Commision d’étude des armes portatives et de petit calibre (Comisión para el estudio de armas portátiles y de pequeño calibre), publicó un informe que incluía información sobre el Austro-Daimler Panzerautomobil, así como del Charron y llegó a la conclusión de que los vehículos blindados contemporáneos aún no eran aptos para el servicio militar, debido a sus relativamente malas capacidades todoterreno y su alto precio de producción.

## Vehículos similares
- Austin (vehículo blindado)
- Charron modelo 1905
- Ehrhardt EV/4
- Hotchkiss mle 1909
- Junovicz (P.A.1)
- Peugeot modelo 1914
- Renault modelo 1914
- Romfell (P.A.2)
- White AM modelo 1915/1918